# Matraz de laboratorio

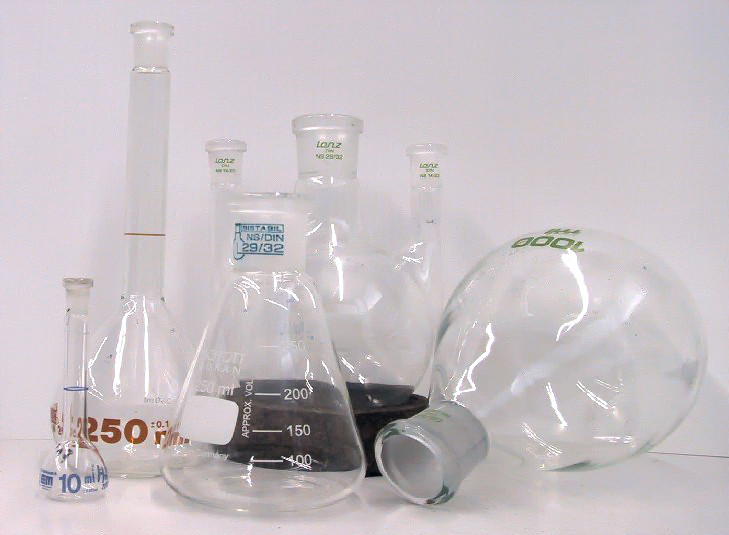
Matraces de vidrio con diferentes formas y tamaños.

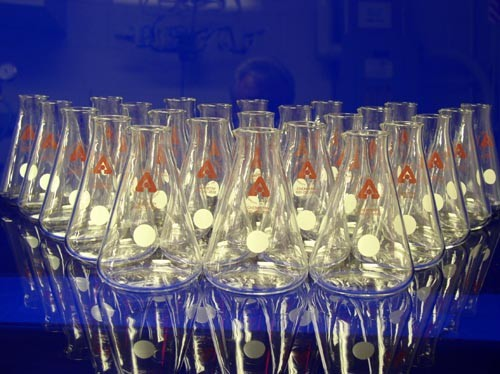
Matraces de Erlenmeyer del Laboratorio Nacional Argonne.

Un matraz de laboratorio es un recipiente, generalmente de vidrio, que forma parte de la categoría básica de equipo de laboratorio conocida como vidriería de laboratorio y se utiliza para contener volúmenes más grandes que un simple tubo de ensayo. sirve en los laboratorios 
En los laboratorios y en otros entornos científicos, generalmente se le llama simplemente matraz. Los matraces tienen varias formas y una amplia gama de tamaños, pero su aspecto distintivo común en sus diferentes formas, aparece como un recipiente con un cuerpo ancho y una (o a veces más) secciones tubulares abiertas, más estrechas, en la parte superior, a las que se denominan "cuellos". Los tamaños de los matraces de laboratorio están especificados por el volumen que pueden contener, generalmente en unidades métricas como mililitros (ml) o litros (l). 
En la(s) abertura(s) en la parte superior del cuello de algunos matraces de vidrio, como en los matraces de fondo globular, retortas o, a veces, matraces volumétricos o aforados, hay juntas exteriores (o hembras) de vidrio esmerilado ahusado (cónico). Algunos matraces, especialmente los volumétricos, vienen con un tapón o tapa de caucho de laboratorio para cerrar la abertura en la parte superior del cuello. Estos tapones pueden estar hechos de vidrio o plástico. Los de vidrio suelen tener una superficie de junta de vidrio esmerilado interior (o macho) cónica a juego, pero a menudo basta con un tapón de calidad. Los matraces que no vengan con esos tapones especiales, pueden taparse con un tapón de goma o de corcho.
Los matraces se pueden utilizar para preparar soluciones o para contener, recoger o, a veces, medir volumétricamente productos químicos, muestras, soluciones, etc. para reacciones químicas u otros procesos como mezclar, calentar, enfriar, disolver, precipitar, hervir (como en la destilación) o analizar.

## Materiales
Los matraces de laboratorio se han fabricado tradicionalmente en vidrio, que puede ser reforzado, vidrio de borosilicato, o también en teflón o plástico como el polipropileno, PMP (polimetilpenteno), policarbonato o PTFE, variando según el uso previsto. Los matraces que se utilizan para destilar o calentar líquidos, suelen estar hechos de vidrio de borosilicato. resistente al calor. El vidrio es transparente, a veces marrón (vidrio "inactínico"); este último se utiliza para soluciones fotosensibles.

## Algunos tipos de matraces
En función de su utilización, los más corrientes pueden ser:
- Matraz de lavado de gases
- Matraz tipo vial o fiale, como el de Erlenmeyer
- Matraz tipo aislante, como el vaso Dewar
- Balón de destilación
- Retorta
- Cuentagotas